# Озеро Благоговіння

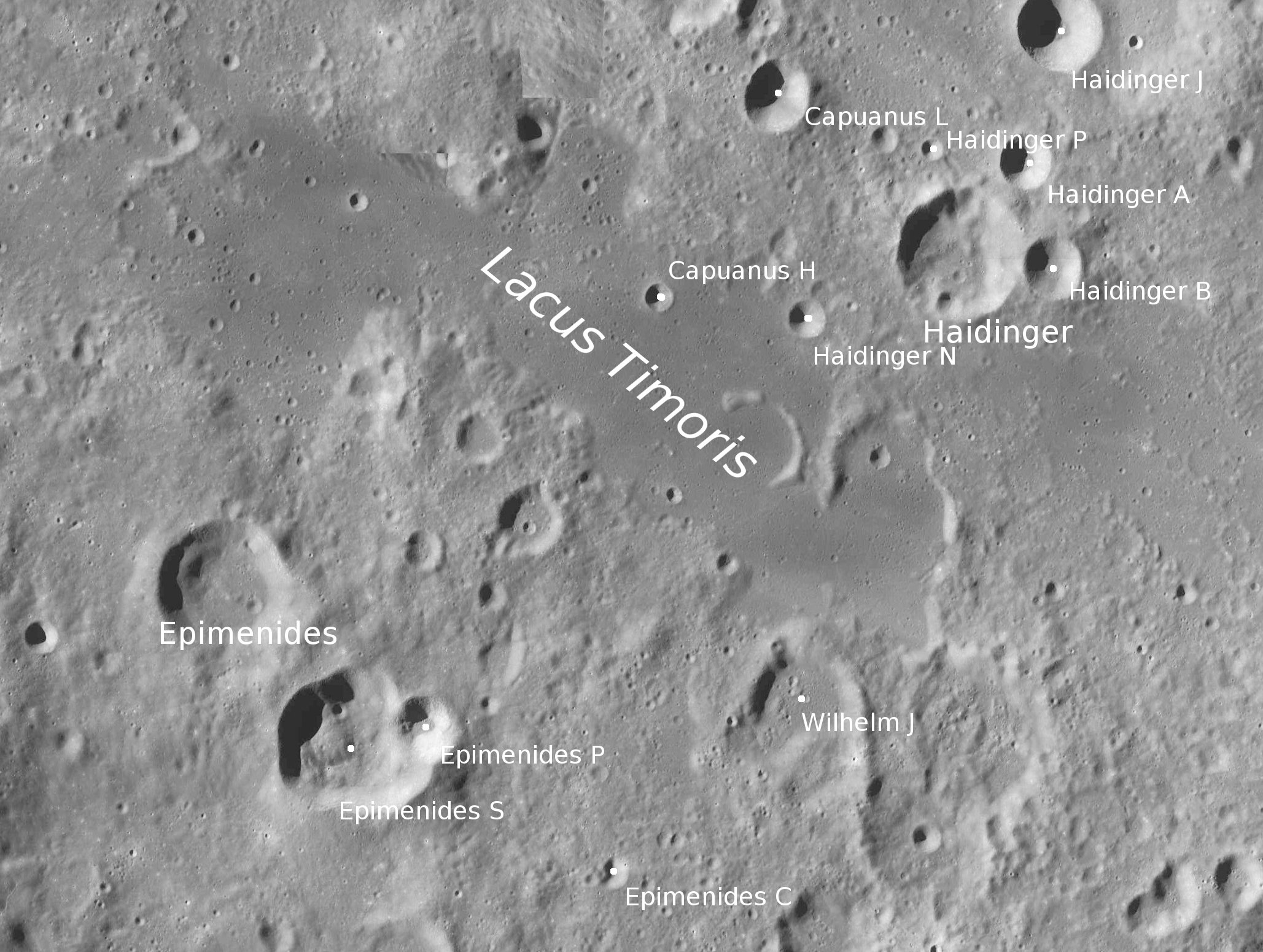
Карта Озера Благоговіння та околиць

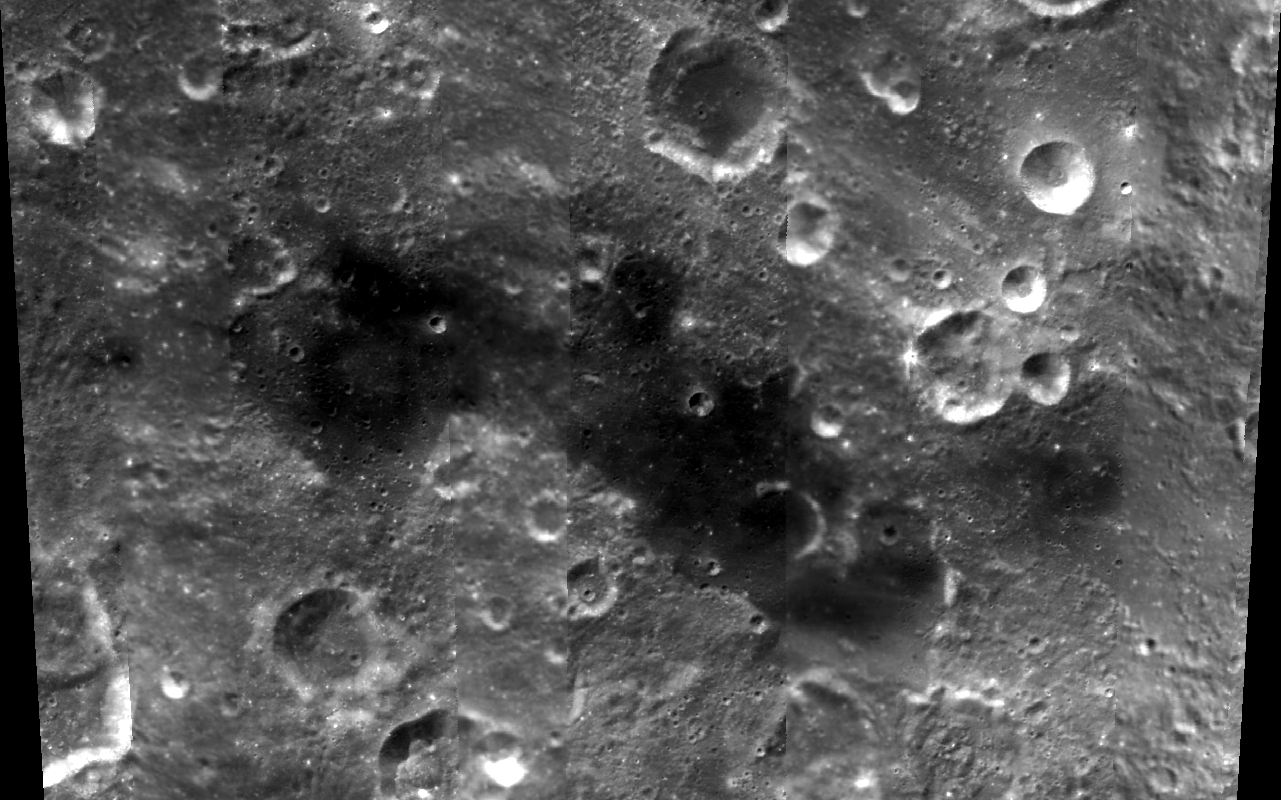
Мозаїка знімків «Клементини», зроблених при високому Сонці

Озеро Благоговіння (лат. Lacus Timoris) — маленька морська ділянка на півдні видимого боку Місяця, південніше Болота Епідемій. Довжина — близько 150 км, ширина — до 45 км. Назва цього озера була затверджена Міжнародним астрономічним союзом 1976 року.

## Розташування й суміжні об'єкти
Координати центра Озера Благоговіння — 39°24′ пд. ш. 28°00′ зх. д. / 39.4° пд. ш. 28.0° зх. д.. Місцевість, що оточує це озеро, всіяна численними кратерами. Біля його південно-західного берега лежить кратер Хайнцель, перекритий кратерами Хайнцель A та Хайнцель C, а також сильно зруйнований кратер Мі. На південь від озера розташований кратер Епіменід із сателітом Епіменід S, на південний схід — кратери Вільгельм та Лагалла, на північний схід — Хайдінгер та Капуан, на північний захід — Елгер. Окрім того, в околицях озера багато сателітів перерахованих кратерів.

## Опис
Озеро Благоговіння тягнеться зі сходу на захід приблизно на 150 км, а його найбільша ширина — близько 45 км. На сході від нього, за невеликим узвишшям, лежить 30-кілометрова морська ділянка. У східній та західній частині озера видно рештки затоплених його лавою кратерів. Серед кратерів, що утворилися поверх лавового покриву озера, найбільші — 6-кілометровий Хайдінгер N на північно-східному березі та 4-кілометровий Капуан H неподалік. Це єдині найменовані кратери цього озера станом на 2015 рік.
Поверхня Озера Благоговіння лежить на 1,0–1,3 км нижче за місячний рівень відліку висот, приблизно на одному рівні з сусіднім Болотом Епідемій.